# ساناريكا
ساناريكا (بالإيطالية: Sanarica)‏ هي بلدية في مقاطعة ليتشي في إقليم بوليا الإيطالي.

## السكان
في سنة 1861 بلغ عدد السكان 643 نسمة، وتطور العدد ليصل في سنة 2011 لـ 1٬503 نسمة.
يظهر هذا المخطط البياني تطور النمو السكاني لـ ساناريكا